# Scytodes romitii
Espèce
Scytodes romitii est une espèce d'araignées aranéomorphes de la famille des Scytodidae.

## Distribution
Cette espèce se rencontre au Guyana et au Brésil.

## Description
Les femelles mesurent de 4 à 6 mm.
Le mâle décrit par Rheims et Brescovit en 2001 mesure 4,50 mm et la femelle 5,13 mm, les mâles mesurent de 3,50 à 4,88 mm et les femelles de 3,50 à 6,00 mm.

## Systématique et taxinomie
Cette espèce a été décrite par Caporiacco en 1947. Elle est placée en synonymie avec Scytodes lineatipes par Rheims et Brescovit en 2009. Elle est relevée de synonymie par Dupérré et Tapia en 2023.

## Étymologie
Cette espèce est nommée en l'honneur de Cesare Romiti. 

## Publication originale
- Caporiacco, 1947 : « Diagnosi preliminari de specie nuove di aracnidi della Guiana Brittanica raccolte dai professori Beccari e Romiti. » Monitore Zoologico Italiano, vol. 56, p. 20-34.